# بریدن (ویرجینیای غربی)
بریدن (به انگلیسی: Breeden) یک منطقهٔ مسکونی در ایالات متحده آمریکا است که در شهرستان مینگو، ویرجینیای غربی واقع شده‌است. بریدن ۲۵۲٫۹۹ متر بالاتر از سطح دریا واقع شده‌است.